# ФК Гетеборг
ФК Гетеборг (швед. IFK Göteborg) је шведски професионални фудбалски клуб са седиштем у Гетеборгу, који игра у Првој лиги Шведске (}. Клуб често називају једноставно као ИФК, иако то може бити збуњујуће јер постоји много других клубова у Шведској који користе скраћенице, као део свога имена. Гетеборг је основан 4. октобар 1904. и освојио је 18 титула националног првенства, пет трофеја националног купа и два УЕФА купа.
Уз Малме и АИК чини велику тројку шведског фудбала. Ова три клуба имају укупно 45 титуле националног првака. Гетебор је најбољи шведски клуб, а можда и у Скандинавији, јер је једини скандинавским тим који је освојио неко европско такмичење. Освојиоо је УЕФА куп 1982. и 1987. Такмиче се у Првој лиги Шведске (}, највишем рангу шведског фудбала, где су играли у већем делу своје историје. У највишој лиги играју без прекида од 1977. године. што је најдужи период у Шведској, за њима следе Хелсинборг и Халмстад, од 1993. године.
Утакмице у којима је домаћин играју од 2009. на стадиону Гамла Улеви, а неке играју и на већем Улеви стадиону. Њихов пријашњи стадион Гамла Улеви је срушен 2007, а на његовом месту је изграђен нови стадион који носи исто име. Клупска боја је плаво-бела, а надимак им је Анђели Änglarna.

## Успеси клуба
Велики успеси клуба остварени су после 1978. кад је на чело клуба дошао Свен-Горан Ериксон јеер су освојена два Купа и полуфинале Купа европских шампиона

## Трофеји
- Прва лига Шведске
  - Прваци (18): 1908, 1910, 1918, 1934/35, 1941/42, 1957/58, 1969, 1982, 1983, 1984, 1987, 1990, 1991, 1993, 1994, 1995, 1996, 2007.
- Куп Шведске
  - Освајачи (5): 1979, 1982, 1983, 1992, 2008.
- Суперкуп Шведске
  - Освајачи (1): 2008.
- УЕФА куп
  - Освајачи (2): 1981/82, 1986/87.

## Укупни резултати у европским такмичењима
стање 7. април 2009.
| Такмичење                     | ИГ. | Д  | Н  | ИЗ. | ГД  | ГП  |
| ----------------------------- | --- | -- | -- | --- | --- | --- |
| ECCC                          | 82  | 35 | 13 | 34  | 138 | 119 |
| Куп победника купова          | 8   | 2  | 3  | 3   | 7   | 11  |
| УЕФА куп                      | 44  | 23 | 11 | 10  | 70  | 39  |
| Европски суперкуп             | 0   | 0  | 0  | 0   | 0   | 0   |
| Интертото куп                 | 6   | 4  | 0  | 2   | 9   | 8   |
| Интерконтинентални куп (ЕУСА) | 0   | 0  | 0  | 0   | 0   | 0   |
| Укупно УЕФА такмичења         | 140 | 64 | 27 | 49  | 224 | 177 |

## Гетеборг у европским такмичењима — детаљи
| Сезона  | Такмичење              | Ранг          | Земља           | Клуб                   | Резултат      |
| ------- | ---------------------- | ------------- | --------------- | ---------------------- | ------------- |
| 1958/59 | Куп европских шампиона | кв            | Луксембург      | Женес                  | 2-1, 0-1, 5-1 |
|         |                        | осминафинала  | Источна Немачка | Висмут Карл Маркс Штат | 2-2, 0-4      |
| 1959/60 | Куп европских шампиона | кв.           | Северна Ирска   | Линфилд                | 1-2, 6-1      |
|         |                        | осминафинала  | Холандија       | ФК Спарта Ротердам     | 1-3, 3-1, 1-3 |
| 1961/62 | Куп европских шампиона | кв.           | Холандија       | Фајенорд               | 0-3, 2-8      |
| 1970/71 | Куп европских шампиона | 1 коло        | Пољска          | Легија                 | 0-4, 1-2      |
| 1979/80 | Куп победника купова   | 1 коло        | Република Ирска | Вотерфорд              | 1-0, 1-1      |
|         |                        | осмина финала | Грчка           | Паниониос              | 0-1, 2-0      |
|         |                        | четвртфинала  | Енглеска        | Арсенал                | 1-5, 0-0      |
| 1980/81 | УЕФА куп               | 1 коло        | Холандија       | Твенте                 | 1-5, 2-0      |
| 1981/82 | УЕФА куп               | 1 коло        | Финска          | Хака                   | 3-2, 4-0      |
|         |                        | 2 коло        | Аустрија        | Штурм                  | 2-2, 3-2      |
|         |                        | осмина финала | Румунија        | Динамо Букурешт        | 3-1, 1-0      |
|         |                        | четвртфинале  | Шпанија         | Валенсија              | 2-2, 2-0      |
|         |                        | полуфинале    | Њемачка         | Кајзерслаутерн         | 1-1, 2-1      |
|         |                        | Победник      | Њемачка         | Хамбургер              | 1-0, 3-0      |
| 1982/83 | Куп победника купова   | 1 коло        | Мађарска        | Ујпешт Дожа            | 1-1, 1-3      |
| 1983/84 | Куп европских шампиона | 1 коло        | Италија         | Рома                   | 0-3, 2-1      |
| 1984/85 | Куп европских шампиона | 1 коло        | Луксембург      | Авенир Беген           | 8-0, 9-0      |
|         |                        | осмина финала | Белгија         | Беревен                | 1-0, 1-2      |
|         |                        | четвртфинале  | Грчка           | Панатинаикос           | 0-1, 2-2      |
| 1985/86 | Куп европских шампиона | 1 коло        | Бугарска        | Тракија Пловдив        | 3-2, 2-1      |
|         |                        | 2 коло        | Турска          | Фенербахче             | 4-0, 1-2      |
|         |                        | четвртфинале  | Шкотска         | Абердин                | 0-0, 2-2      |
|         |                        | полуфинале    | Шпанија         | Барселона              | 3-0, 0-3 гг   |
| 1986/87 | УЕФА куп               | 1 коло        | Чешка           | Сигма Оломуц           | 1-1, 4-0      |
|         |                        | 2 коло        | Источна Немачка | Штал Бранденбург       | 2-0, 1-1      |
|         |                        | осмина финала | Белгија         | Гент                   | 1-0, 4-0      |
|         |                        | четвртфинале  | Италија         | Милан                  | 0-0, 1-1      |
|         |                        | полуфинале    | Аустрија        | Сваровски              | 4-1, 1-0      |
|         |                        | Победник      | Шкотска         | Данди јунајтед         | 1-0, 1-1      |
| 1987/88 | УЕФА куп               | 1 коло        | Данска          | Брондби                | 1-2, 0-0      |
| 1988/89 | Куп европских шампиона | 1 коло        | Кипар           | Пезопорикос Ларнака    | 2-1, 5-1      |
|         |                        | осминафинала  | Албанија        | 17. новембар Тирана    | 3-0, 1-0      |
|         |                        | четвртфинале  | Румунија        | Стеауа Букурешт        | 1-0, 1-5      |
| 1989/90 | УЕФА куп               | 1 коло        | Совјетски Савез | Жалгирис Вињнус        | 0-2, 1-0      |
| 1991/92 | Куп европских шампиона | 1 коло        | Албанија        | Фламуртари             | 0-0, 1-1      |
|         |                        | осминафинала  | Грчка           | Панатинаикос           | 0-2, 2-2      |
| 1992/93 | Лига шампиона          | 1 коло        | Турска          | Бешикташ               | 2-0, 1-2      |
|         |                        | 2 коло Група  | Пољска          | Лех                    | 1-0, 3-0      |
|         |                        | Група         | Италија         | Милан                  | 0-4, 0-1      |
|         |                        | Група         | Португалија     | Порто                  | 1-0, 0-2      |
|         |                        | Група         | Холандија       | ПСВ                    | 3-1, 3-0      |
| 1994/95 | Лига шампиона          | 1 коло        | Чешка           | Спарта Праг            | 0-1, 2-0      |
|         |                        | Група         | Енглеска        | Манчестер јунајтед     | 2-4, 3-1      |
|         |                        | Група         | Шпанија         | Барселона              | 2-1, 1-1      |
|         |                        | Група         | Турска          | Галатасарај            | 1-0, 1-0      |
|         |                        | четвртфинале  | Њемачка         | ФК Бајерн Минхен       | 0-0, 2-2      |
| 1995/96 | Лига шампиона          | 1 коло        | Пољска          | Легија Варшава         | 0-1, 1-2      |
| 1996/97 | Лига шампиона          | кв.           | Мађарска        | Ференцварош            | 3-0, 1-1      |
|         |                        | Група         | Норвешка        | Розенборг              | 2-3, 0-1      |
|         |                        | Група         | Португалија     | Порто                  | 1-2, 0-2      |
|         |                        | Група         | Италија         | Милан                  | 2-1, 2-4      |
| 1997/98 | Лига шампиона          | 2 коло кв.    | Шкотска         | Ренџерс                | 3-0, 1-1      |
|         |                        | Група         | Француска       | Пари Сен Жермен        | 0-3, 0-1      |
|         |                        | Група         | Њемачка         | Бајерн Минхен          | 1-3, 1-0      |
|         |                        | Група         | Турска          | Бешикташ               | 0-1, 2-1      |
| 1998/99 | УЕФА куп               | 1 кв.         | Луксембург      | Унион Луксембург       | 4-0, 3-0      |
|         |                        | 2 кв.         | Турска          | Фенербахче             | 2-1, 0-1      |
| 1999/00 | УЕФА куп               | кв.           | Република Ирска | Корк сити              | 3-0, 0-1      |
|         |                        | 1 коло        | Пољска          | Лех Познањ             | 0-0, 2-1      |
|         |                        | 2 коло        | Италија         | Рома                   | 0-2, 0-1      |
| 2002/03 | УЕФА куп               | кв.           | Молдавија       | Зимбру Кишињев         | 2-2, 1-3      |
| 2005    | Интертото куп          | 1 коло        | Луксембург      | Викторија Роспорт      | 3-1, 2-1      |
|         |                        | 2 коло        | Мађарска        | Папа                   | 1-0, 3-2      |
|         |                        | 3 коло        | Њемачка         | Волфсбург              | 0-2, 0-2      |
| 2006/07 | УЕФА куп               | 1 коло кв.    | Република Ирска | Дери сити              | 0-1, 0-1      |
| 2008/09 | Лига шампиона          | 1 коло кв.    | Сан Марино      | Мурата                 | 5-0, 4-0      |
|         |                        | 2 коло кв.    | Швајцарска      | Базел                  | 1-1, 2-4      |
| 2009/10 | УЕФА лига Европе       | 3 коло кв.    | Израел          | Хапоел Тел Авив        | 1-3, 1-1      |
| 2010/11 | УЕФА лига Европе       | 3 коло кв.    | Холандија       | АЗ Алкмар              | 0-2, 1-0      |

## Рекорди клуба
- Победе код куће: Прва лига Шведске 9:1 Слејпнер, 10. мај 1925; 8:0 Хамарби, 2. јун 1925; 8:0 Статена, 21. април 1930.
- Победе у гостима: Прва лига Шведске 9:2 Ешилструна 8. октобар 1933; 7:0 Слејпнер, 20. април 1941.
- Порази код куће: Прва лига Шведске 2:9 Малме 10. септембар 1949.
- Порази у гостима: Прва лига Шведске 0:7 Норћепинг, 1. мај 1960.